# Вршич (перевал)
Перевал Вршич (словен. prelaz Vršič, вимовляється як [ʋəɾˈʃitʃ]; італ. passo della Moistrocca, нім. Werschetzpass), — це гірський перевал (1 611 м.н.м.) через Юлійські Альпи на північному заході Словенії. Це найвищий перевал у Словенії, а також найвищий у Східних Юлійських Альпах. Він з'єднує Верхню Крайну з долиною Трента в Словенському Примор'ї . Дорога через перевал, зараз як Російська дорога (Ruska cesta), спочатку була побудована для військових цілей на початку 19 століття маршрутом більш раннього торгового шляху. Перевал Вршич вважається чудовою відправною точкою для екскурсій на довколишні вершини.

## Назва
Словенський загальний іменник vršič дослівно означає "маленький пік", зменшувальна форма від слова vrh 'пік'. Спочатку ця назва стосувалася лише гори Вршич (1 738 м.н.м.), розташованих близько у бл. 200 метрах на схід від перевалу Вршич. Назву Vršič застосовували до перевалу лише з 1911 року. Вперше назву гори було засвідчено в письмових джерелах як Вершез у 1763–87 рр. Місцево перевал відомий як Na močilu ("На мочилу"), а вперше згадувався у 1763–87 рр. як Мушижач Muschizach чи Mushizhach).  Італійська назва перевалу - Moistrocca.

## Історія
Після Першої світової війни, з 1918 р. До Другої світової війни, перевал Вршич знаходився на кордоні між Італією та Югославією. З 1945 р. Разом із долиною Верхнього Ізонцо на північ від Горіції він був включений до складу Югославії, а потім у Словенії.

## Піші прогулянки
Перевал Вршич вважається чудовою відправною точкою для екскурсій на довколишні вершини, включаючи Мала Мойстровка (2332 м.н.м.), Велика Мойстровка (2366 м.н.м.), Планя (2453 м.н.м.), Присойник (Присанк) (2547 м.н.м.), Разор (2601 м.н.м.), Шитна Глава (2087 м.н.м.), Слеменова Шпіка (1911 м.н.м.), Совна Глава (1750 м.н.м.) та Сухі Врх (2109 м.н.м.), або коротші маршрути в безпосередній близькості.
Поруч з перевалом знаходиться кілька гірських будиночків: Єрявчева коша (Erjavčeva koča; 1515 м.н.м.), Тічарєв дім ( Tičarjev dom; 1620 м.н.м.), Міхов дім ( Mihov dom ), Коша на Гозду ( Koča na Gozdu; 1226 м.н.м.) та Поштарська коша (Poštarska koča; 1725 м.н.м.).

## Дорога
Дорога через перевал піднімається з Краньської Гори серією з 50 поворотів серпантину, проходить через найвищу точку перевалу Вршич і спускається в долину Сочі. Верхні висоти дороги стають непрохідними через сильний снігопад протягом більшої частини зими. В кінці 1915 року дорога була значно покращена для постачання Ізонцького фронту Першої світової війни, і спочатку вона була названа на честь ерцгерцога Евгена Австро-Угорського. Нинішня назва, Російська дорога (Ruska cesta ), походить від приблизно десять тисяч російських військовополонених, які використовувались як робітники в будівництві 1915 року.

## Пам'ятники
Неподалік від головної дороги, на північній стороні перевалу, на висоті близько 1200 м.н.м., є російська православна каплиця, побудована російськими військовополоненими на згадку про своїх товаришів, які загинули під час будівництва дороги.
На південній стороні перевалу встановлений бронзовий пам'ятник на честь альпініста і письменника Юліуса Кугі, роботи архітектора Бориса Кобе та скульптора Якоба Савіншека. Він був зведений 1953 р.

## Галерея

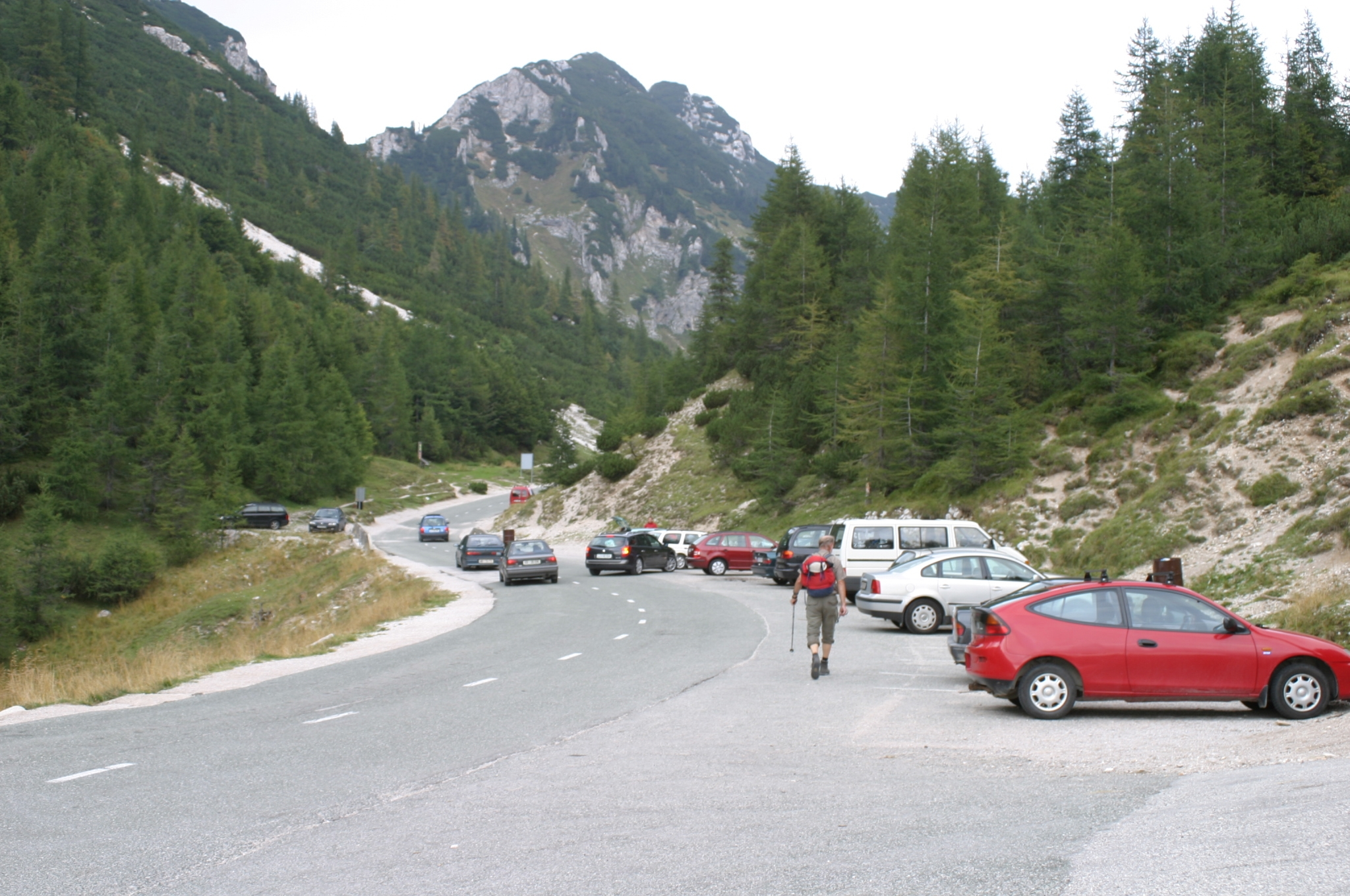
Перевал Вршич
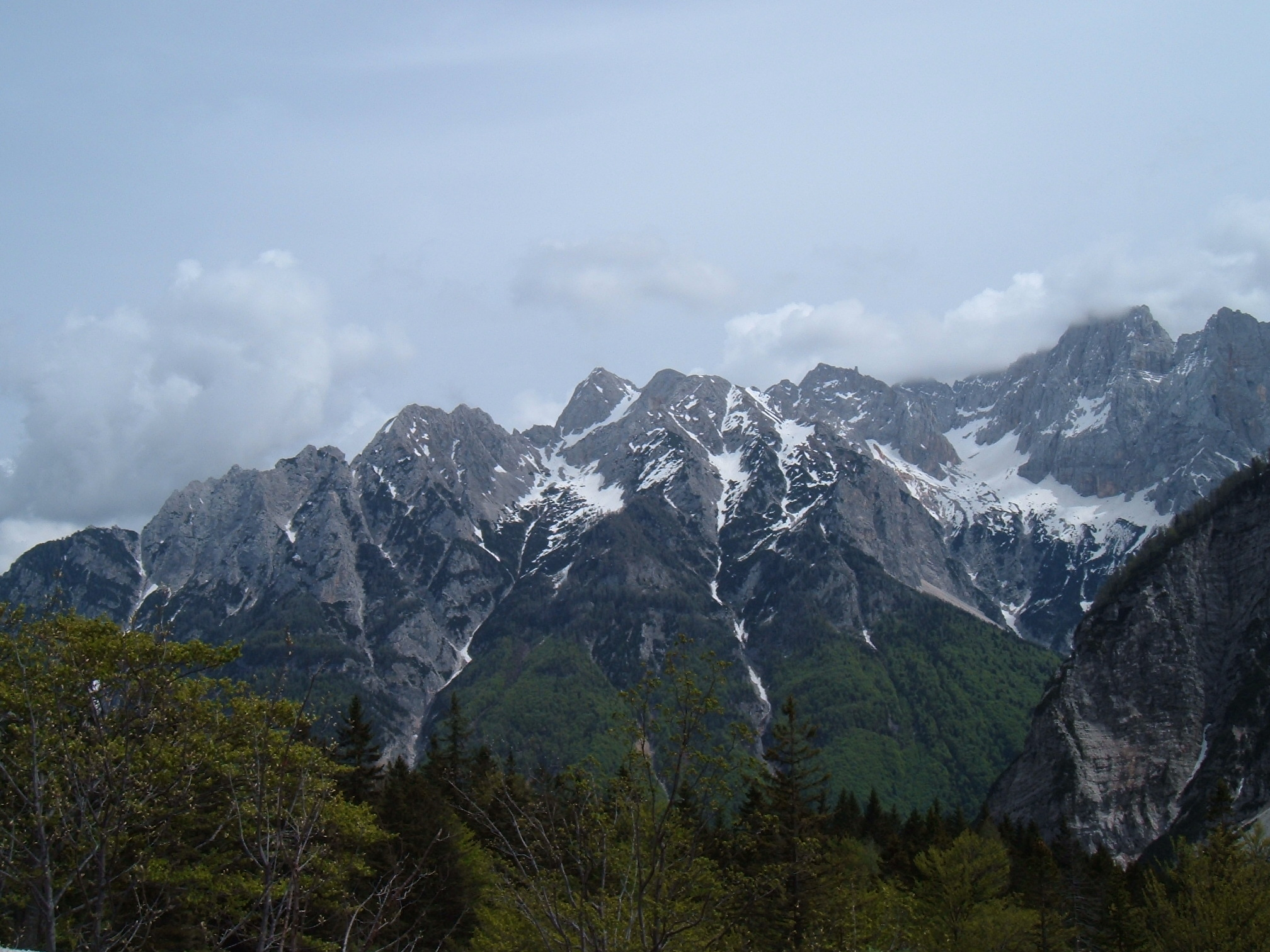
Вид з перевалу Вршич
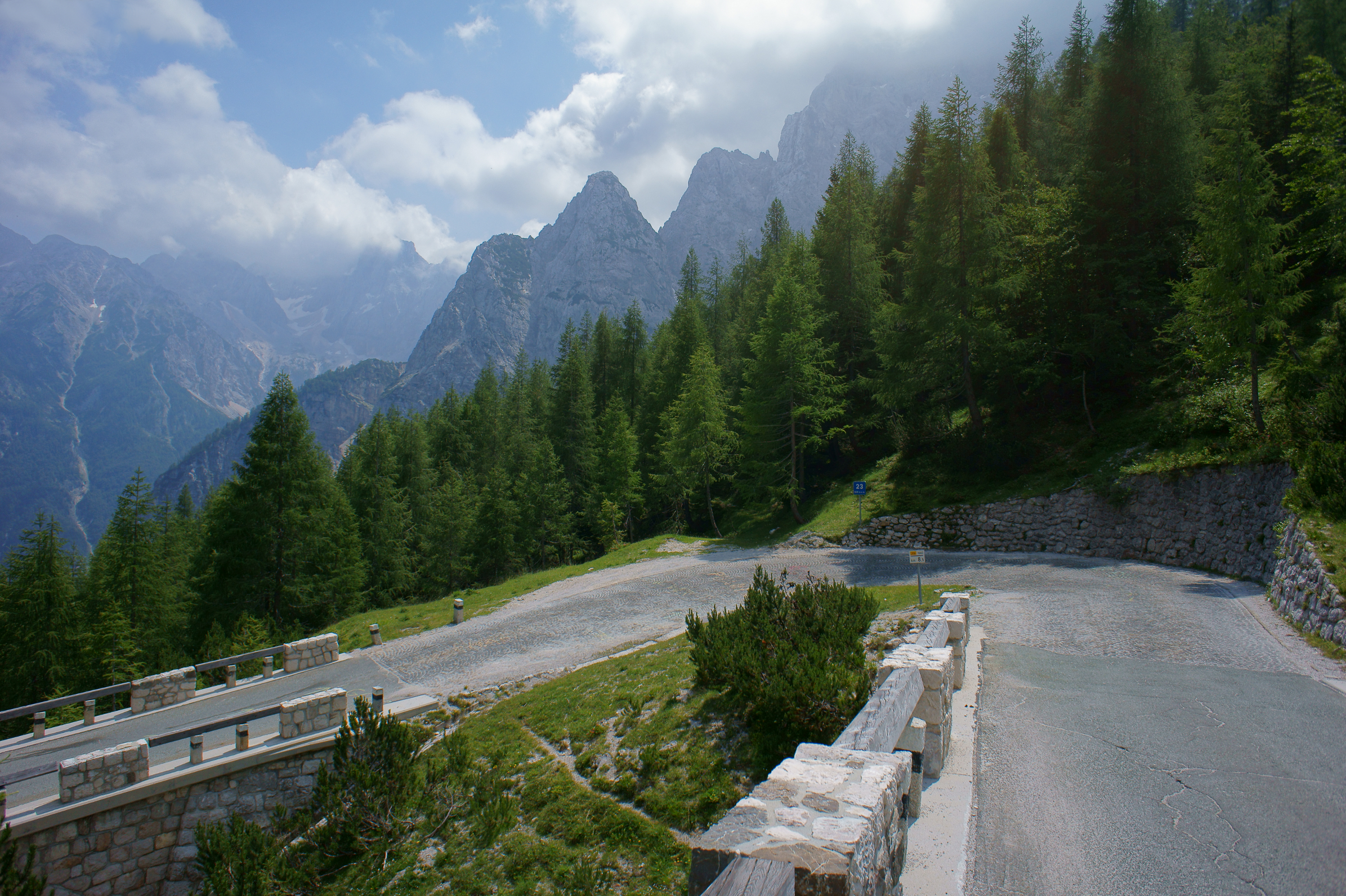
Піднімаючись дорогою до перевалу Вршич, вид на 23-й поворот на 1539 м над рівнем моря
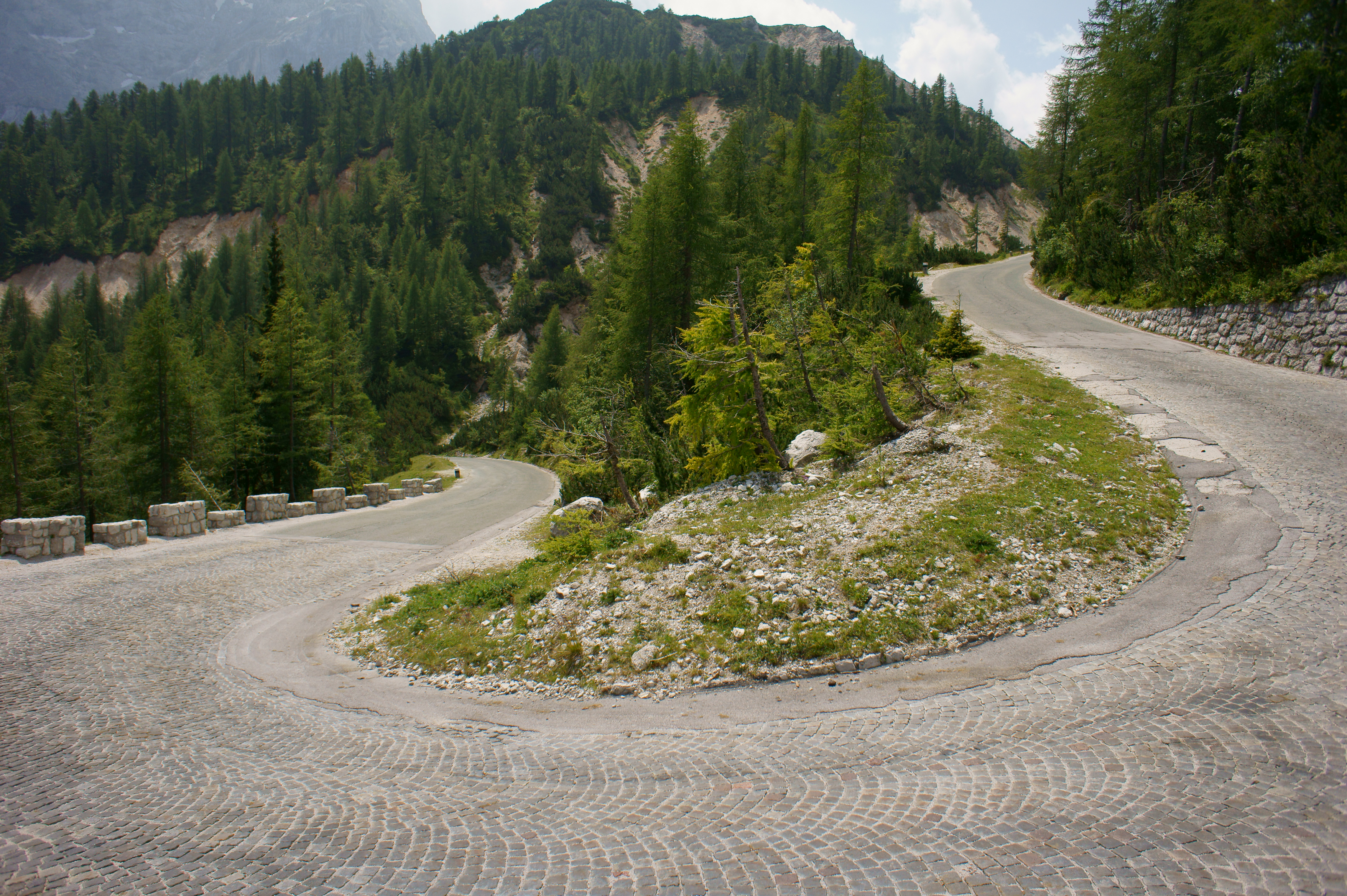
Російська дорога; повороти викладені брущаткою